# Themira leachi
Themira leachi – gatunek muchówki z rodziny wońkowatych i podrodziny Sepsinae.
Gatunek ten opisany został w 1826 roku przez Johanna Wilhelma Meigena jako Sepsis leachi.
Muchówka o ciele długości od 3,5 do 4 mm. Głowę jej cechuje obecność szczecinek zaciemieniowych. Tułów charakteryzuje krótsza niż połowa jej szerokości tarczka oraz nagie, błyszcząco czarne sternopleury. Przednia para odnóży samca ma silnie zgrubiałe uda z kolczastym wyrostkiem trójkątnego kształtu oraz zakrzywione, ku szczytowi rozszerzone i w pobliżu środka wcięte golenie.
Owad znany z Islandii, Irlandii, Wielkiej Brytanii, Francji, Belgii, Holandii, Niemiec, Danii, Szwecji, Norwegii, Finlandii, Szwajcarii, Austrii, Włoch, Polski, Litwy, Czech, Słowacji, Węgier, Ukrainy, europejskiej części Rosji i wschodniej Palearktyki.